# HMS Derwent (L83)
HMS Derwent (L83) là một tàu khu trục hộ tống lớp Hunt Kiểu II của Hải quân Hoàng gia Anh Quốc được hạ thủy năm 1941 và nhập biên chế năm 1942. Nó đã hoạt động trong Chiến tranh Thế giới thứ hai, cho đến khi bị hư hại do trúng ngư lôi phóng từ máy bay trong cảng Tripoli, Libya vào ngày 19 tháng 3, 1943. Con tàu được kéo về Anh để sửa chữa, nhưng công việc bị kéo dài và cuối cùng ngừng lại. Con tàu được đưa về thành phần dự bị vào đầu năm 1945, rồi bị bán để tháo dỡ năm 1947.

## Thiết kế và chế tạo
Derwent được đặt hàng vào ngày 4 tháng 7, 1940 cho hãng Vickers-Armstrong tại Barrow-in-Furness trong Chương trình Khẩn cấp Chiến tranh 1940 và được đặt lườn vào ngày 29 tháng 12, 1940. Nó được hạ thủy vào ngày 22 tháng 8, 1941 và nhập biên chế vào ngày 24 tháng 4, 1942. Tên nó được đặt theo một rừng săn cáo tại Yorkshire, và là chiếc tàu chiến thứ ba của Hải quân Anh được đặt cái tên này. Con tàu được cộng đồng dân cư Easthampstead thuộc hạt Berkshire đỡ đầu trong khuôn khổ cuộc vận động gây quỹ Tuần lễ Tàu chiến năm 1942.

## Lịch sử hoạt động

### 1942
Derwent đi đến Scapa Flow vào tháng 5, nơi nó gia nhập Hạm đội Nhà và tiếp tục được hoàn thiện trước khi được bố trí tại Khu vực tiếp cận phía Tây, làm nhiệm vụ hộ tống các đoàn tàu vận tải vượt Đại Tây Dương. Sau đó nó được đề cử gia nhập Chi hạm đội Khu trục 5 đặt căn cứ tại Alexandria, Ai Cập, nên đến ngày 1 tháng 6, nó cùng thiết giáp hạm Nelson (28) và tàu khu trục chị em Blackmore (L43) tham gia Đoàn tàu WS19P đi từ Clyde đến Freetown, Sierra Leone. Đoàn tàu còn bao gồm Argus (I49), nhưng chiếc tàu sân bay tách ra vào ngày 5 tháng 6 để chuyển hướng sang Địa Trung Hải. Derwent tách khỏi Đoàn tàu WS19P sau khi đi đến Freetown vào ngày 15 tháng 6, rồi lại khởi hành vào ngày 19 tháng 6 cùng các thiết giáp hạm Nelson và Rodney (29), các tàu khu trục Penn (G77), Pathfinder (G10) và Quentin (G78) để đi Capetown, Nam Phi. Tuy nhiên kế hoạch điều động sang Alexandria bị thay đổi, nên con tàu rời Capetown vào ngày 1 tháng 7 để quay trở về vùng biển nhà.
Sang tháng 8, Derwent tham gia hộ tống cho Đoàn tàu WS21S cùng các tàu chị em Bramham (L51), Bicester (L34), Ledbury (L90) và Wilton (L128) đi từ Clyde đến Gibraltar, nhằm chuẩn bị cho Chiến dịch Pedestal. Đến ngày 10 tháng 8, đoàn tàu được tăng cường bảo vệ bởi Lực lượng X, bao gồm các tàu tuần dương hạng nhẹ Nigeria (60), Kenya (14), Manchester (15) và Cairo (D87) cùng các tàu khu trục Ashanti (F51), Intrepid (D10), Icarus (D03), Foresight (H68), Fury (H76), Pathfinder (G10) và Penn (G77). Tuy nhiên đến ngày 13 tháng 8, nó cùng Bicester và Wilton được cho tách ra để hộ tống cho Nigeria quay trở lại Gibraltar, sau khi chiếc tàu tuần dương bị hư hại do trúng ngư lôi phóng từ tàu ngầm Ý Axum một ngày trước đó.
Về đến Gibraltar vào ngày 15 tháng 8, Derwent được điều động đi sang khu vực Nam Đại Tây Dương và Ấn Độ Dương. Vì vậy, nó gia nhập Đoàn tàu WS22 hướng sang Viễn Đông vào ngày 13 tháng 9, ghé qua Freetown và Simonstown, Nam Phi, rồi cùng tàu khu trục Hy Lạp Pindos (L65) tách khỏi Đoàn tàu WS22 vào ngày 18 tháng 9, ghé ngang qua Durban trước khi đi đến cảng Kilindini, Mombasa, Kenya. Con tàu hoạt động hộ tống vận tải trong khu vực Ấn Độ Dương từ căn cứ Kilindini.

### 1943
Vào tháng 1, 1943, Derwent cùng các tàu khu trục  Pakenham (G06), Petard (G56), Isis (D87), Hero (H99) và tàu khu trục Hy Lạp Vasilissa Olga (D 15) được bố trí đến Hồng Hải để hộ tống cho một đoàn tàu vận tải, bao gồm các tàu chở quân Queen Mary, Ile de France, Niuew Amsterdam và Aquitania vận chuyển Sư đoàn 9 của Australia quay trở về nước để tham chiến tại Mặt trận Tây Nam Thái Bình Dương. Sang tháng 3, nó được điều đến Alexandria, Ai Cập và gia nhập Chi hạm đội Khu trục 22 trực thuộc Hạm đội Địa Trung Hải, và làm nhiệm vụ tuần tra, hộ tống vận tải và hỗ trợ các chiến dịch quân sự trên bộ tại khu vực Đông Địa Trung Hải.
Vào ngày 19 tháng 3, đang khi thả neo trong cảng Tripoli, Libya, Derwent chịu đựng một đợt không kích nặng nề bởi máy bay ném bom Junkers Ju 88, và bị trúng một quả ngư lôi phóng từ máy bay. Con tàu bị thủng một lổ lớn bên mạn trái, ngập nước phòng nồi hơi, nhưng đã tự mắc cạn để không bị đắm; sáu thành viên thủy thủ đoàn đã tử trận trong cuộc tấn công. Vụ ném bom do các không đoàn KG 54 và KG 77 của Đức thực hiện cũng đã đánh chìm tàu liberty Ocean Voyager và tàu buôn Hy Lạp Vavara.
Derwent được sửa chữa tạm thời trong tháng 4 và tháng 5, trước khi được chiếc tàu kéo HMS Allegiance kéo đi trong thành phần Đoàn tàu KMS18 khởi hành từ Gibraltar để quay trở về Anh trong tháng 6. Nó được đưa vào Xưởng tàu Devonport để sửa chữa từ ngày 1 tháng 8; tuy nhiên công việc bị kéo dài gần hai năm do phải dành ưu tiên cho những con tàu tham gia các chiến dịch quan trọng. Cuối cùng vào tháng 1, 1945 người ta quyết định ngừng hẵn mọi công việc sửa chữa và đưa con tàu về thành phần dự bị. Sau khi chiến tranh kết thúc, động cơ bị tháo dỡ vào tháng 9, 1946 để phục vụ cho việc huấn luyện kỹ thuật; và con tàu cuối cùng bị bán cho hãng BISCO vào ngày 8 tháng 11, 1946 để tháo dỡ.